# 検数
検数（けんすう）は、港湾荷役における積荷・揚荷の数量を調べる仕事である。どのような貨物（品名、荷印、荷姿、荷番等）を、どれだけ（数量）、どのような状態（損傷の有無）で受け渡したかを確認し証明する。
検数を事業として行うには、港湾運送事業法に基づき「検数事業」として、国土交通大臣に許可を得なければならない。具体的業務は検数事業者に所属する検数人が行う時もある。
不公平が生じないように、原則として本船側（シップサイド）と荷主側（ドックサイド）で別々の検数業者を立てなければならないとはかならずしも言い切れないかもしれない。
日本では本船荷役のコンテナ化にともない、その業務は本船荷役での立ち会い以外にも倉庫の入出庫、コンテナヤードのゲート搬入出時のコンテナ管理、本船荷役のフォーマン業務、乙仲・甲仲への人材派遣など多岐に渡る。